# Vito Andrés Bártoli
Pour les articles homonymes, voir Bártoli.
Vito Andrés Bártoli Palmiotti (né le 25 mai 1929 à Buenos Aires et mort le 24 janvier 2019), dit Sabino ou El Tano Bártoli, est un ancien joueur et entraîneur de football argentin.
C'est à ce jour le seul entraîneur ayant remporté les trois principales compétitions de club au Pérou : le championnat de première division, le championnat de deuxième division et la Copa Perú.

## Biographie

### Carrière de joueur
Vito Andrés Bártoli se fait connaître en Colombie, à l'Unión Magdalena, où il est rebaptisé du nom de "Sabino" Bártoli avant de poursuivre sa carrière au Pérou où l'Atlético Chalaco l'engage en 1955. Avec ce dernier, il est deux fois consécutivement vice-champion du Pérou en 1957 et 1958. 
Après une pige au Sporting Cristal, il revient en Colombie au début des années 1960 pour jouer au DIM, Deportivo Cali et Deportes Quindío. Revenu au Pérou, il termine sa carrière en 1966 au Club Carlos Concha qui est relégué en fin de saison.

### Carrière d'entraîneur
"Sabino" Bártoli effectue l'intégralité de sa carrière d'entraîneur au Pérou, avec toutefois une courte expérience en 1977 au Deportes Quindío en Colombie, club où il avait déjà évolué comme joueur.
Parmi ses exploits, il conduit le modeste Juan Aurich de la ville de Chiclayo (nord du Pérou) à la deuxième place du championnat 1968 avant d'être sacré champion du Pérou avec le Sporting Cristal en 1970 avec un bilan de 18 victoires, 9 nuls et 5 défaites.
Il obtient son deuxième titre en 1984 avec l'obtention de la Copa Perú avec Los Espartanos. En 1989, il remporte le championnat de deuxième division avec le Sport Boys, club historique du port de Callao, son troisième titre personnel.
C'est néanmoins avec un club du nord du Pérou que son nom sera associé: l'Alianza Atlético, de la ville de Sullana, dont il deviendra l'entraîneur emblématique dans les années 1990.

### Décès
Retiré du monde du football, Sabino Bártoli meurt le 24 janvier 2019, à l'âge de 89 ans.

## Palmarès

### Joueur
- Vice-champion du Pérou en 1957 et 1958 avec l'Atlético Chalaco.

### Entraîneur
- Vice-champion du Pérou en 1968 avec le Juan Aurich.
- Champion du Pérou en 1970 avec le Sporting Cristal.
- Vainqueur de la Copa Perú en 1984 avec Los Espartanos.
- Champion de D2 en 1989 avec le Sport Boys.